# Liste der Biografien/Brat
Liste der Biografien |
Portal Biografien |
Personensuche
# |
A |
B |
C |
D |
E |
F |
G |
H |
I |
J |
K |
L |
M |
N |
O |
P |
Q |
R |
S |
T |
U |
V |
W |
X |
Y |
Z |
?
 
Ba |
Be |
Bd |
Bg |
Bh |
Bi |
Bj |
Bl |
Bm |
Bn |
Bo |
Br |
Bs |
Bu |
Bw |
By |
Bz
 
Bra |
Brc |
Brd |
Bre |
Brg |
Bri |
Brj |
Brk |
Brl |
Brn |
Bro |
Brp–Brt |
Bru |
Brv |
Bry |
Brz
 
Braa |
Brab |
Brac |
Brad |
Brae |
Braf |
Brag |
Brah |
Brai |
Braj |
Brak |
Bral |
Bram |
Bran |
Brao |
Braq |
Brar |
Bras |
Brat |
Brau |
Brav |
Braw |
Brax |
Bray |
Braz
Die Liste der Biografien führt alle Personen auf, die in der deutschsprachigen Wikipedia einen Artikel haben. Dieses ist eine Teilliste mit 146 Einträgen von Personen, deren Namen mit den Buchstaben „Brat“ beginnt.

## Brat
- Brat, Dave (* 1964), US-amerikanischer Wirtschaftswissenschaftler und Politiker (Republikanische Partei)
- Brat, Jala (* 1986), bosnischer Rapper und SängerJala Brat (* 1986)

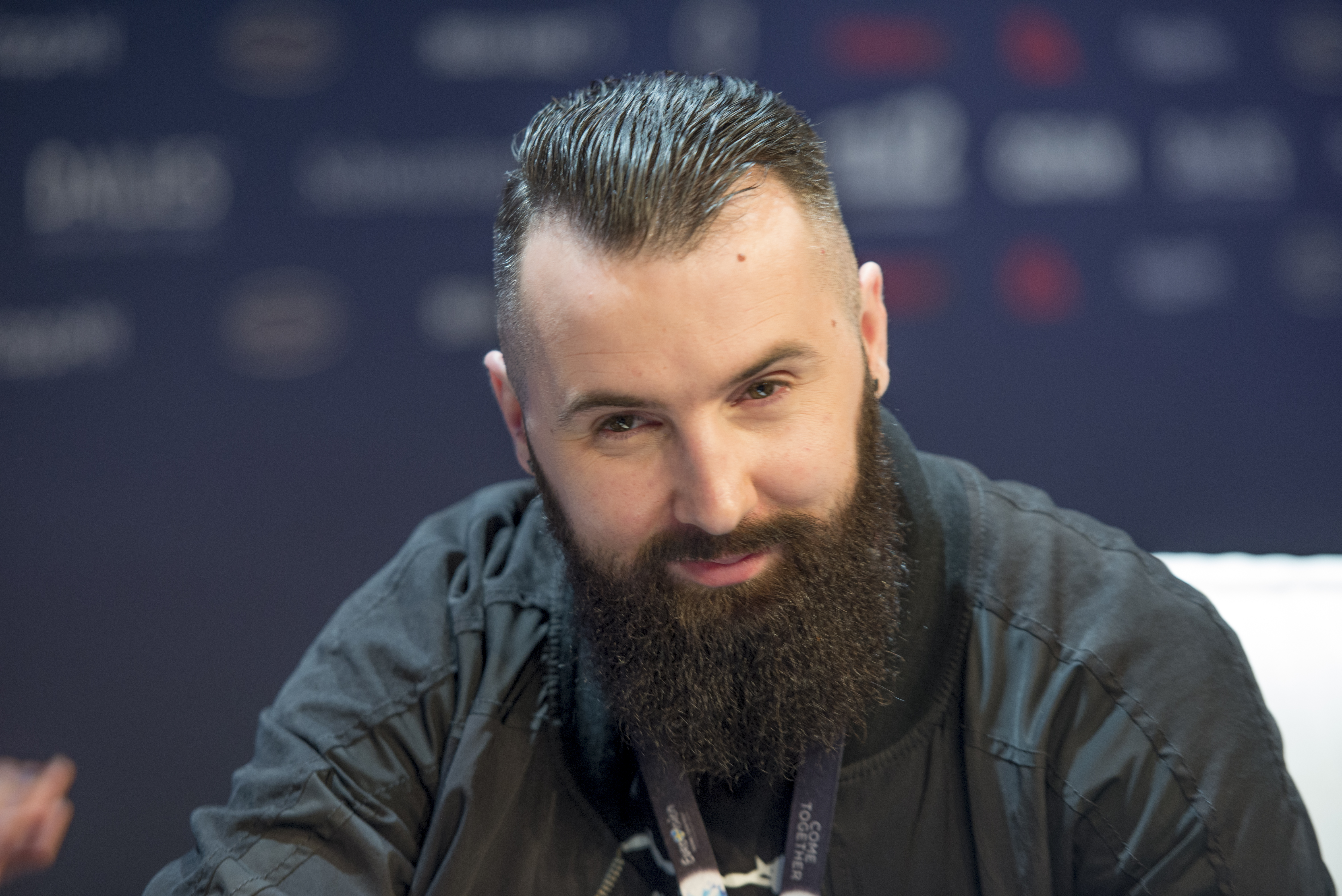
Jala Brat (* 1986)

### Brata
- Bratan, Alexandru (* 1977), moldauischer Gewichtheber
- Bratanow, Janko (* 1952), bulgarischer Hürdenläufer und Sprinter
- Bratanow, Kiril (1911–1986), bulgarischer Zoologe
- Bratanowski, Anastassi (1761–1816), russischer Kanzelredner und Erzbischof von Astrachan und Kaukasus

### Bratb
- Bratberg, Ragnhild (* 1961), norwegische Orientierungssportlerin und Skilangläuferin

### Brate
- Brate, Fanny (1862–1940), schwedische Malerin
- Brate, Tadej (1947–2022), slowenischer Industriearchäologe und Autor
- Bratejko, Solomija (* 1999), ukrainische Tischtennisspielerin
- Bråten, Gjermund (* 1990), norwegischer Snowboarder
- Bråten, Inge (1948–2012), norwegischer Biathlontrainer
- Bråten, Ingebjørg Saglien (* 1999), norwegische Skispringerin
- Bråten, Knut Aastad (* 1976), norwegischer Journalist und Politiker
- Bråten, Øystein (* 1995), norwegischer Freestyle-Skisportler
- Bråten, Siv (* 1960), norwegische Biathletin
- Bråten, Steinar (* 1962), norwegischer Skispringer
- Bräter, Edmund (1855–1925), deutscher Architekt
- Brater, Karl (1819–1869), deutscher Journalist, Redakteur und Politiker, MdL
- Brater, Michael (* 1944), deutscher Pädagoge und Fachautor
- Brătescu, Geta (1926–2018), rumänische bildende Künstlerin

### Bratf
- Bratfisch, August (1883–1960), deutscher Maler und Graphiker
- Bratfisch, Carl (1829–1901), deutscher Musiker, Komponist und Dirigent
- Bratfisch, Josef (1847–1892), Wiener Fiaker und SängerJosef Bratfisch (1847–1892)

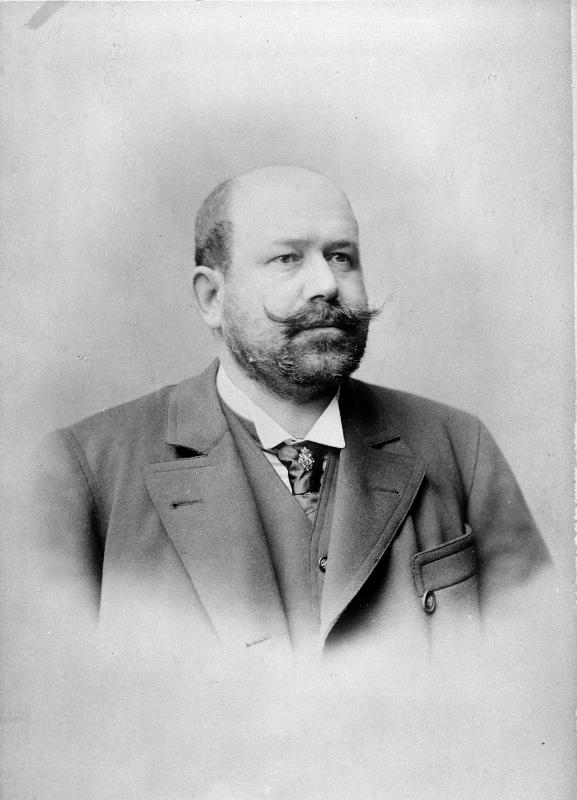
Josef Bratfisch (1847–1892)

### Brath
- Bräth, Peter (1956–2018), deutscher Jurist, Ministerialbeamter, Staatssekretär
- Brathe, Maiken (* 1970), deutsche Schriftstellerin
- Bråthen, Bjørn (* 1930), norwegischer Radrennfahrer
- Bråthen, Clas Brede (* 1968), norwegischer Skispringer und Skisprungfunktionär
- Bråthen, Erik Mellevold (* 1987), norwegischer Fußballspieler
- Bråthen, Gunnar (1896–1980), norwegischer Politiker und Gewerkschafter
- Bråthen, Stein (* 1954), norwegischer Radrennfahrer
- Brather, Fritz (1880–1945), deutscher Pädagoge, Schriftsteller und Heimatforscher
- Brather, Hans-Stephan (1928–2017), deutscher Archivar
- Brather, Sebastian (* 1964), deutscher Mittelalterarchäologe
- Bratholm, Anders (1920–2010), norwegischer Jurist und Hochschullehrer
- Brathuhn, Sylvia (* 1957), deutsche Pädagogin und Fachreferentin
- Brathwaite, Adriel, barbadischer Politiker
- Brathwaite, Brenda (* 1966), US-amerikanische Videospiel-Designerin
- Brathwaite, Christopher (1948–1984), Sprinter aus Trinidad und Tobago
- Brathwaite, Fred (* 1972), kanadischer Eishockeytorwart und -trainer
- Brathwaite, Kamau (1930–2020), barbadischer Schriftsteller
- Brathwaite, Nicholas (1925–2016), grenadischer Politiker
- Brathwaite, Richard (1588–1673), englischer Autor
- Brathwaite, Rikkoi (* 1999), britischer Sprinter der Britischen Jungferninseln
- Brathwaite, Ryan (* 1988), barbadischer Hürdenläufer
- Brathwaite, Shane (* 1990), barbadischer Hürdenläufer

### Brati
- Brătianu, Bebe (1887–1956), rumänischer Politiker
- Brătianu, Dimitrie (1818–1892), rumänischer Politiker, Ministerpräsident
- Brătianu, Dincă († 1844), walachischer Bojar
- Brătianu, Dinu (* 1866), rumänischer Politiker
- Brătianu, Elisa (1870–1957), rumänische Adlige
- Brătianu, Gheorghe (1898–1953), rumänischer Historiker und Politiker
- Brătianu, Ion C. (1821–1891), rumänischer Politiker
- Brătianu, Ion I. C. (1864–1927), rumänischer Politiker
- Brătianu, Vintilă (1867–1930), rumänischer Politiker
- Bratić, Aleksandar (* 1972), bosnisch-herzegowinischer Fußballspieler
- Bratić, Davor (* 1987), kroatischer Fußballspieler
- Bratić, Ljubomir (* 1964), jugoslawisch-österreichischer Philosoph, Migrationsforscher und freier Publizist

### Bratk
- Bratke, Gustav (1878–1952), Bürgermeister von Hannover
- Bratke, Sulla (1955–1987), deutscher Schlagzeuger
- Bratkowski, Arkadiusz Tomasz (* 1959), polnischer Politiker, Mitglied des Sejm, MdEP
- Bratkowski, Piotr (1955–2021), polnischer Lyriker, Prosaschriftsteller, Publizist, Literatur- und Musikkritiker sowie Übersetzer

### Bratl
- Bratland, Sondre (* 1938), norwegischer Folkmusiker, Sänger und Gesangspädagoge
- Bratli, Kjell Arne (* 1948), norwegischer Autor, Offizier und Wehrbeauftragter des norwegischen Parlaments
- Bratlie, Jens (1856–1939), norwegischer Jurist, Offizier und konservativer Politiker

### Bratm
- Bratman, Steven, US-amerikanischer Alternativmediziner
- Bratmann, Christoph (* 1969), deutscher Pädagoge und Politiker (SPD), MdL
- Bratmann, Hansi, österreichische Schwimmerin

### Brato
- Bratoëff, Jonathan (* 1974), französischer Jazzmusiker (Gitarre, Komposition)
- Bratoew, Georgi (* 1987), bulgarischer Volleyballspieler
- Bratoew, Walentin (* 1987), bulgarischer Volleyballspieler

### Bratr
- Bratranek, Francis Thomas (1815–1884), österreichischer Philosoph, Germanist, Literaturhistoriker und Hochschullehrer
- Bratring, Friedrich Wilhelm August (1772–1829), deutscher Völkerkundler und Verfasser statistisch-topographischer Sachbücher
- Bratring, Paul (1840–1913), deutscher Architekt und Baubeamter
- Bratrud, Kyle (* 1993), US-amerikanischer Skilangläufer

### Brats
- Brätsch, Kerstin (* 1979), deutsche bildende Künstlerin und Hochschullehrerin
- Bratschi, Heinz (1925–1992), Schweizer Politiker (SP)
- Bratschi, Peter (1863–1925), Schweizer Lehrer, Landwirt und Politiker
- Bratschi, Peter (1886–1975), Schweizer Politiker, Hörspielautor und Mundartdichter
- Bratschi, Robert (1891–1981), Schweizer Politiker (SP)
- Bratschi, Theodor (1922–2004), Schweizer Rechtsanwalt und Bundesrichter
- Bratschitsch, Rudolf (1928–2012), österreichischer Wirtschaftswissenschaftler
- Bratschko, Paul (* 2005), österreichischer Fußballspieler
- Bratschkowa, Dora (* 1957), bulgarische Violinistin
- Bratseth, Rune (* 1961), norwegischer Fußballspieler
- Bratseth-Kiplesund, Ingar (* 1996), norwegischer Weit- und Dreispringer
- Bratsiotis, Panagiotis (1889–1982), griechischer Theologieprofessor und Mitglied der Akademie von Athen

### Bratt
- Bratt, Alfred (1891–1918), österreichischer Autor, Dramaturg und Lektor
- Bratt, Alva (* 1998), schwedische Schauspielerin
- Bratt, Andreas (1769–1811), schwedischer Mathematiker und Astronom
- Bratt, Benjamin (* 1963), US-amerikanischer SchauspielerBenjamin Bratt (* 1963)

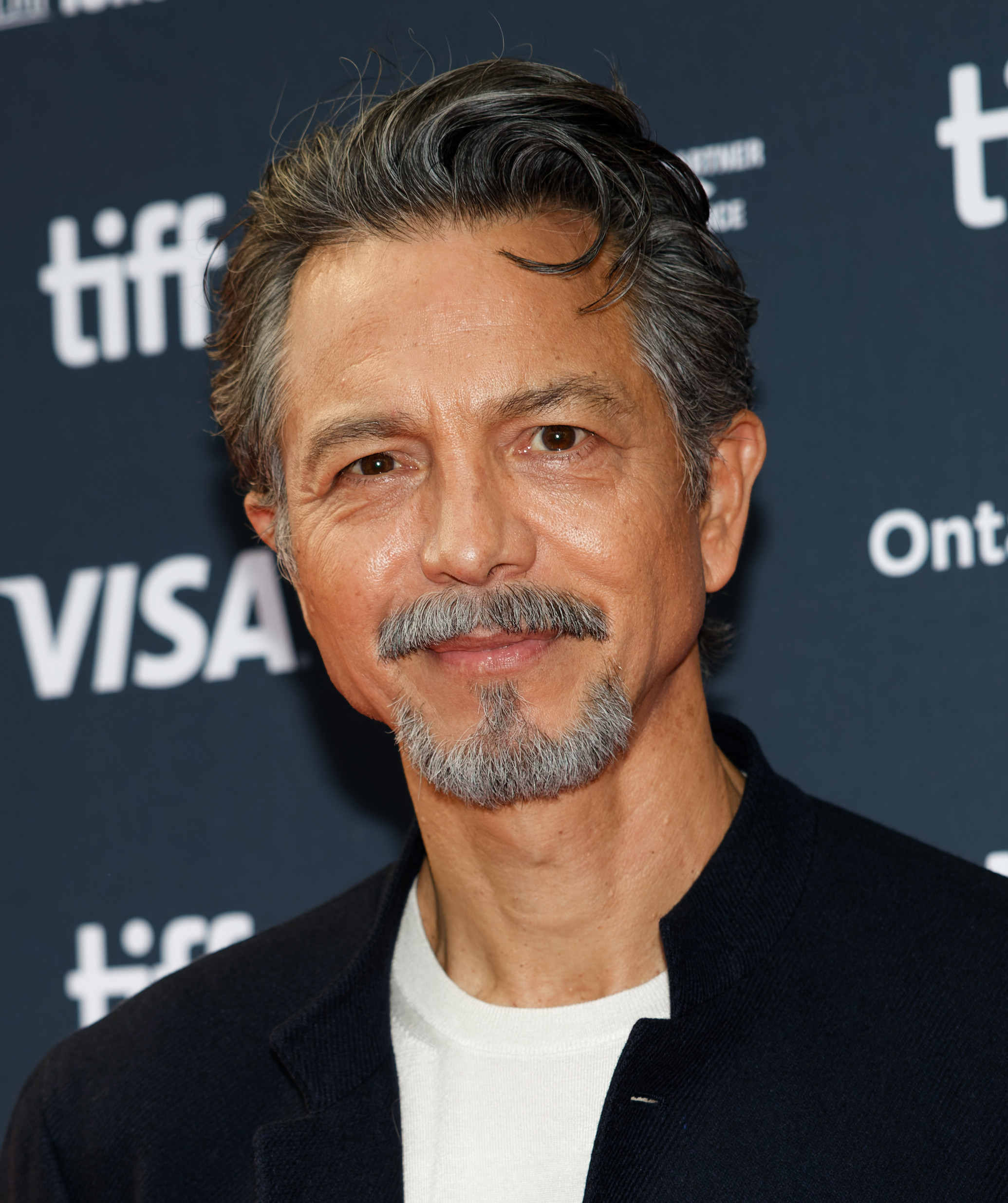
Benjamin Bratt (* 1963)

- Bratt, Erik (1916–2010), schwedischer Luftfahrtingenieur und Pilot
- Bratt, Harold (1939–2018), englischer Fußballspieler
- Bratt, Ivan (1878–1956), schwedischer Arzt, Politiker, Mitglied des Riksdag und Unternehmer
- Bratt, Jesper (* 1998), schwedischer Eishockeyspieler
- Bratt, Marianne (1884–1951), deutsche Schauspielerin
- Bratt, Will (* 1988), britischer Automobilrennfahrer
- Bratta, Vito (* 1961), US-amerikanischer Gitarrist und Songwriter
- Brattaberg, Rúni (* 1966), färöischer Opernsänger (Bass) und Fotograf
- Brattain, Walter Houser (1902–1987), US-amerikanischer Physiker und Nobelpreisträger
- Brattan, Laura (* 1967), britische Schauspielerin
- Brattan, Luke (* 1990), australisch-englischer Fußballspieler
- Brattbakk, Harald (* 1971), norwegischer Fußballspieler
- Brattberg, Fredrik (* 1978), norwegischer Komponist und Dramatiker
- Bratteli, Ola (1946–2015), norwegischer Mathematiker
- Bratteli, Randi (1924–2002), norwegische Journalistin und Sachbuchautorin
- Bratteli, Trygve (1910–1984), norwegischer Politiker, Mitglied des Storting
- Brattia, Guntram (1966–2014), österreichischer Schauspieler und Theaterregisseur
- Brattina, Franz (1825–1890), österreichischer Mitarbeiter des k. k. Hof-Mineralien-Kabinetts und des Naturhistorischen Museums in Wien
- Brattinger, Meike (* 1996), deutsche Einradfahrerin
- Brattka, Vasco, deutscher Mathematiker und Informatiker
- Brattle, Thomas (1742–1801), US-amerikanischer Kaufmann
- Bratton, Bill (* 1947), US-amerikanischer Polizist, Polizeichef von New York CityBill Bratton (* 1947)

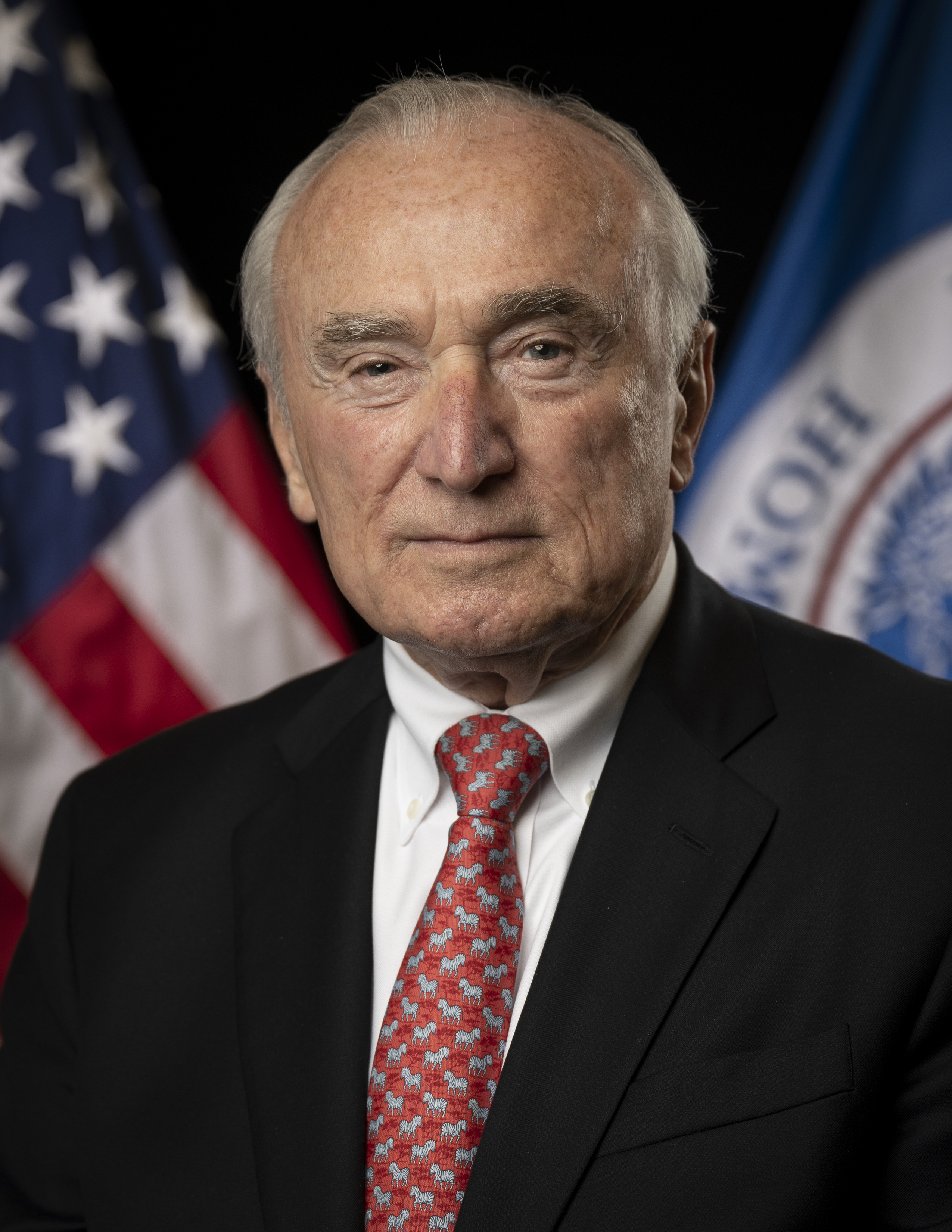
Bill Bratton (* 1947)

- Bratton, David (1869–1904), US-amerikanischer Schwimmer und Wasserballspieler
- Bratton, Elegance, US-amerikanischer Fotograf, Filmregisseur und Drehbuchautor
- Bratton, Heather (1987–2006), US-amerikanisches Fotomodell
- Bratton, John (1831–1898), General der Konföderierten Staaten im Amerikanischen Bürgerkrieg und Politiker
- Bratton, Johnny (1927–1993), US-amerikanischer Boxer
- Bratton, Joseph K. (1926–2007), US-amerikanischer Offizier, Generalleutnant der US-Army
- Bratton, Robert Franklin (1845–1894), US-amerikanischer Politiker
- Bratton, Robert L. (1918–2008), US-amerikanischer Tontechniker
- Bratton, Sam G. (1888–1963), US-amerikanischer Jurist und Politiker (Demokratische Partei)
- Bratton, Sam R. (1864–1936), US-amerikanischer Politiker
- Brattschikow, Alexander Sergejewitsch (* 1947), sowjetischer Sprinter
- Brattschikowa, Nina Olegowna (* 1985), russische Tennisspielerin
- Brattström, Carl Alfred (1847–1911), Kaufmann und Senator der Hansestadt Lübeck
- Brattström, Margareta (* 1966), schwedische Juristin
- Brattström, Stig (* 1931), schwedischer Diplomat, Botschafter in Algerien, Frankreich und bei den Europäischen Gemeinschaften
- Brattsveen, Rune (* 1984), norwegischer Biathlet

### Bratu
- Bratu, Artur Egon (1910–1993), deutscher Erziehungswissenschaftler, Politiker und Leiter der Landeszentrale für Politische Bildung in Hessen
- Bratu, Christine (* 1981), deutsche Philosophin und Hochschullehrerin
- Bratu, Emilian (1904–1991), rumänischer Chemieingenieur
- Bratu, Florin (* 1980), rumänischer Fußballspieler
- Bratuchin, Iwan Pawlowitsch (1903–1985), sowjetischer Hubschrauberkonstrukteur
- Bratuhhina, Natalja (* 1987), estnische Beachvolleyballspielerin
- Bratuhhina-Pitou, Polina (* 1987), estnische Beachvolleyballspielerin
- Bratulić, Petar (* 1996), kroatischer Leichtathlet
- Bratusch, Richard (1861–1949), österreichischer Richter und Justizminister
- Bratuscheck, Ernst (1837–1883), deutscher Klassischer Philologe und Philosoph
- Bratušek, Alenka (* 1970), slowenische Politikerin
- Bratuž, Lojze (1902–1937), italienischer Chorleiter und Komponist slowenischer Sprache

### Bratz
- Bratz, Jens-Halvard (1920–2005), norwegischer Politiker (Høyre) und Unternehmer
- Bratza, Nicolas (* 1945), britischer Jurist, Richter am Europäischen Gerichtshof für Menschenrechte
- Bratzke, Hansjürgen (* 1946), deutscher Rechtsmediziner
- Bratzke, Oliver (* 1973), deutscher Handballtrainer und -spieler
- Bratzler, Clemens (* 1972), deutscher Fernsehmoderator und Journalist